# جوليان رويتي
جوليان رويتي مونييسا (29 يناير 1887 - 15 مارس 1939) لاعب وحكم ومدرب ومدير لكرة القدم في إسبانيا في بداية القرن العشرين. وأيضًا مدير للاتحاد الملكي الإسباني لكرة القدم.
كان من أهم إنجازاته الحصول على الأموال اللازمة لبناء ملعب جديد لنادي أتليتيك مدريد (المعروف الآن باسم أتليتيكو مدريد)، وهو ملعب كامبو دي أودونيل في عام 1913.

## مسيرة اللعب
وُلِد في بداية عام 1887 في مدريد، وهي المدينة التي سيطور فيها مسيرة مهنية واسعة مرتبطة بكرة القدم. بين عامي 1904 و1910 كان لاعبًا وعضوًا وأمينًا لمجلس إدارة نادي مدريد لكرة القدم (المعروف الآن باسم ريال مدريد). كان يلعب كلاعب خط وسط، لكنه لم يشارك في أي من انتصارات النادي الأربعة المتتالية في نهائيات كأس ملك إسبانيا بين عامي 1905 و1908، وبدلًا من ذلك كان قائدًا لفريق الاحتياط. في عام 1910، لعب لصالح نادي أتليتيك مدريد. كما لعب لصالح نادي أتليتيك بلباو، وشارك في مباراة واحدة بكأس ملك إسبانيا في عام 1909 وأخرى في عام 1911.

## رئاسة النادي
في عام 1912، تم انتخابه رئيسًا لنادي أتليتيك مدريد لأول مرة، وهو المنصب الذي شغله في البداية حتى عام 1919. خلال فترة ولايته أشرف على الانتقال إلى أرض جديدة، كامبو دي أودونيل في عام 1913.
وبعد عامين من تركه الرئاسة، انتخب مرة أخرى في عام 1921، وبقي في منصبه حتى عام 1923. في هذا الفصل الدراسي الثاني، حقق النادي تقدمًا مهمًا للغاية مثل بناء ملعب جديد أكثر تقدمًا، وهو ملعب متروبوليتانو دي مدريد، وأصبح مستقلاً عن ناديه الأصلي أتليتيك بلباو، وفاز ببطولة سنترو لأول مرة في 1920-1921، وبالتالي شارك في كأس ملك إسبانيا لأول مرة، حيث هزم ريال يونيون بشكل غير متوقع ولكن مقنع في الدور نصف النهائي، لكنه خسر المباراة النهائية أمام "أبناء عمومته" من بلباو.

## مهنة التحكيم
بالإضافة إلى علاقته مع أتلتيكو مدريد، ذهب رويتي إلى أبعد من ذلك في علاقته مع عالم كرة القدم. كان حكماً لكرة القدم، وكان من بين الرجال الخمسة الذين أسسوا كلية الحكام في الاتحاد الإقليمي المركزي في 15 أبريل 1914، والتي كانت أول كلية للحكام في إسبانيا. كان رويت، إلى جانب أمثال مانويل براست وخوسيه مانويل كينديلان، عضوًا في أول دستور للكلية، وشغل منصب السكرتير الأول لها. ومع ذلك، استقال من منصبه بعد بضعة أسابيع فقط، في 19 مايو، ليصبح أحد حكام الفئة الأولى.
بصفته حكمًا، أشرف على المباراة الأولى لكأس أمير أستورياس، وهي مسابقة كرة قدم رسمية بين المناطق تتنافس عليها المنتخبات الإقليمية في إسبانيا. أقيمت المباراة على ملعب كامبو دي أودونيل في 10 مايو 1915، بين فريقي سينترو (كاستيا/مدريد) وكاتالونيا، وانتهت بفوز الكتالونيين 2-1. كما أدار نهائي كأس أمير أستورياس عام 1917 بين مدريد وكتالونيا، والتي انتهت هذه المرة بفوز مثير للجدل لمدريد، لأنه في الدقيقة 70، وبينما كانت النتيجة 2-0، تم إلغاء هدف للفريق الكتالوني في الدقيقة 70 بسبب تسجيله مباشرة من ركلة ركنية، وهو ظرف غير مسموح به في ذلك الوقت، وقد أدى هذا الحدث إلى طرد رويت للاعب زائر بسبب الاحتجاجات، مما دفع الفريق الكتالوني إلى مغادرة المباراة احتجاجًا.

## مهنة التدريب
عمل أيضًا كمدرب، وقام بتدريب أتلتيكو وناسيونال وعمل سكرتيرًا فنيًا لنادي ديبورتيفو كاستيلون.
بين عامي 1921 و1922 كان مديرًا لفريق كرة القدم الوطني الإسباني، وقاد الأمة في أربع مباريات انتهت بالفوز.

## الوفاة
توفي في برشلونة في مارس 1939.